# Кызылкогам
Кызылкогам (каз. Қызылқоғам) — село в Аккулинском районе Павлодарской области Казахстана. Входит в состав Ямышевского сельского округа. Код КАТО — 555263300.

## Население
В 1999 году население села составляло 532 человека (259 мужчин и 273 женщины). По данным переписи 2009 года, в селе проживало 397 человек (201 мужчина и 196 женщин).